# Turm Denis

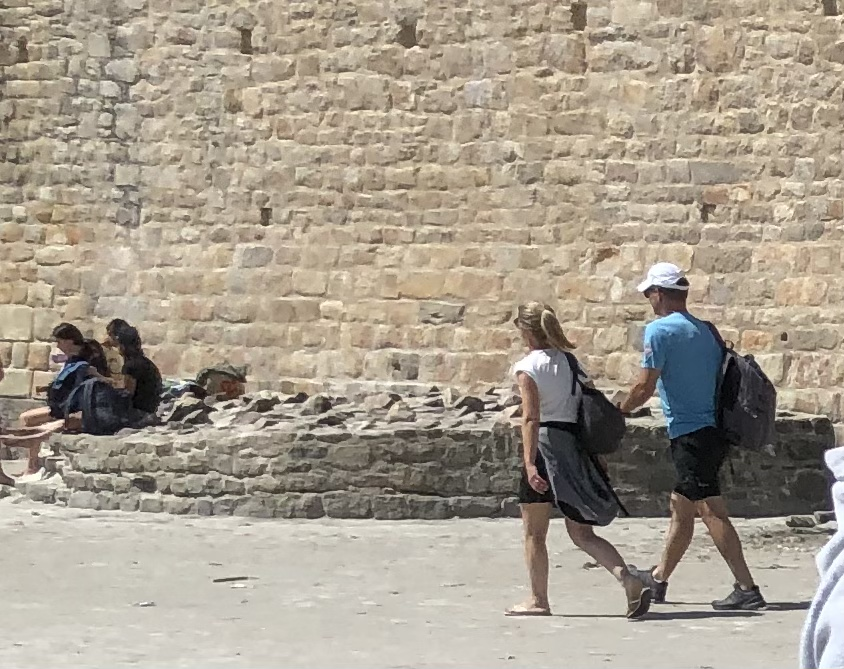
Reste des Turms Denis, Blick von Osten, 2022

Der Turm Denis (französisch Tour Denis) war ein Turm der Stadtbefestigung Mont-Saint-Michel in der Gemeinde Le Mont-Saint-Michel in Frankreich.

## Lage
Der Turm befand sich an der Südseite des Mont-Saint-Michel. Etwas weiter westlich steht der Turm der Arkade, östlich der Freiheitsturm.

## Architektur und Geschichte
Der Turm entstand in der Zeit um 1479, halbrund vor der zuvor bereits bestehenden Festungsmauer. In seiner Nähe befand sich eine kleine Pforte. Durch Meeresströmungen wurde der Turm im Laufe der Zeit beschädigt. Bereits 1690 war er ruinös. Ingenieur Pierre de Caux wurde mit der Instandsetzung der Befestigungsanlagen beauftragt. Er ließ 1732 den Turm abreißen. Bei Ausgrabungen im Jahr 1997 wurden die Reste des Turms 1,5 Meter unterhalb des damaligen Uferniveaus gefunden. Bei Fortführung der Ausgrabungen wurden die Reste dann freigelegt. Es traten so Fundamentreste und die Pflasterung des unteren Raum des Turms zutage. Heute sind der Stadtbefestigung seeseitig vorgelagerte halbrund ausgebildete Fundamentreste erhalten, die den ehemaligen Standort des Turms zeigen.